# Pomník svobody
Pomník svobody (lotyšsky Brīvības piemineklis) se nachází v centru lotyšského hlavního města Rigy na ulici Brīvības bulvāris v blízkosti Staré Rigy. Byl odhalen v roce 1935 na památku padlým v bojích o nezávislost, dnes je však vnímán spíše jako symbol lotyšské státnosti, jednoty lotyšského národa, jeho nezávislosti a svobody. Pomník dosahuje celkové výšky 42 metrů (z toho 9 metrů tvoří socha Svobody) a je vyroben z šedé a červené žuly, travertinu, železobetonu a mědi, částečně zlacené.
Po druhé světové válce bylo Lotyšsko anektováno Sovětským svazem a uvažovalo se o zboření pomníku. To se nakonec nestalo, ale jeho symbolika začala být alespoň interpretována podle sovětské ideologie. Pro národ nicméně zůstal pomník stále symbolem nezávislosti. Během osamostatňování se Lotyšska na zač. 90. let se tu odehrávaly velké demonstrace proti sovětské moci (včetně symbolických pohřbů zabitých demonstrantů v lednu 1990) a i v moderní Lotyšské republice hraje pomník ústřední roli při různých státních a vzpomínkových ceremoniích, včetně těch velmi kontroverzních, jako jsou např. pochody veteránů lotyšských divizí Waffen-SS (resp. později již jejich rodin či lidí si je připomínajících).

## Historie

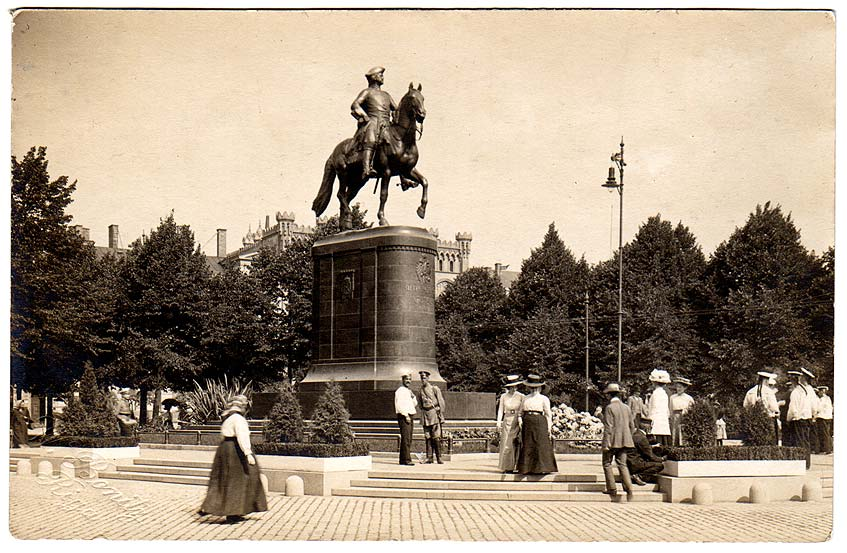
Na místě dnešního pomníku stála v letech 1910–1915 socha cara Petra Velikého od německého sochaře Gustava Schmidta-Kassela

Myšlenka vybudovat památník padlým v bojích za svobodu se objevila už začátkem 20. let 20. století, tj. krátce po získání nezávislosti. 27. července 1922 nechal tehdejší premiér Zigfrīds Anna Meierovics vypracovat podmínky konkurzu na vytvoření „památného sloupu“. Do konkurzu byli pozváni sochaři Burkards Dzenis, Emīls Melderis, Kārlis Zāle a Teodors Zaļkalns a architekti Eižens Laube a Ernests Štālbergs. V konkurzu roku 1922 získal ocenění Laubeho projekt, který navrhoval vztyčit klasický 27 metrů vysoký sloup obehnaný balustrádou, s basreliéfy Krišjānise Baronse a Atise Kronvaldse a se symboly státní moci, projekt byl však opuštěn poté, co s ním 57 kulturních pracovníků vyjádřilo v petici nesouhlas. V říjnu 1923 byl vypsán další konkurz, v němž se poprvé objevilo označení Pomník svobody a o vítězství v němž s dělili Marta Liepiņa-Skulme a Kārlis Zāle. V březnu 1925 byl opět vyhlášen uzavřený konkurz, v němž se utkali E. Laube, M. Liepiņa-Skulme, E. Melderis, K. Zāle a T. Zaļkalns. Za nejlepší byl vybrán návrh Zāleho a Melderisův, vzhledem k neshodě však nebylo konečné rozhodnutí poroty přijato. Konečně roku 1929 byl vyhlášen ještě jeden konkurz. Ze 32 studií, které se do něj přihlásily, vybrala komise jako vítěze návrhy K. Zāleho, T. Zaļkalnise a Kārlise Baumanise a bylo rozhodnuto vytvořit pomník podle Zāleho projektu Mirdzi kā zvaigzne! („Zař jako hvězda!“). Stavba pomníku svobody – byť s jistými vylepšeními dohlížejícího architekta Ernestse Štālbergse – byla zahájena 18. listopadu 1931. Sloup svobody byl zhotoven v dílně švédského sochaře Ragnara Mirsmedena ve Stockholmu, zatímco hvězdy jsou dílem kovotepců Arnoldse Naiky a Jānise Zibense.
Stavba pomníku byla financována z dobrovolných příspěvků lidu. Nový pomník odhalil 18. listopadu 1935 tehdejší prezident Alberts Kviesis u příležitosti 17. výročí deklarace lotyšské nezávislosti. Odhadovalo se, že jen samotné nalámání a opracování kamenů trvalo 308 000 pracovních hodin – kdyby měl tuto práci vykonat jediný člověk, třeba s pomocí nejmodernější dobové techniky, potřeboval by k tomu 130 let. Celková hmotnost použitého materiálu činila údajně 2 500 tun – k dopravě takového množství materiálu po železnici by bylo zapotřebí 200 vagónů.

### Plány na zboření
Po druhé světové válce, počátkem sovětské okupace, bylo plánováno pomník zbourat; dokumenty související s těmito plány však zmizely, ačkoliv je možné, že se některé z nich zachovaly v dosud neodtajněných ruských archívech, zatím jsou však historici nuceni vycházet pouze z ústních svědectví. První pokus proběhl již v roce 1945, kdy rada lidových komisařů Lotyšské SSR oznámila záměr obnovit dřívější pomník Petra Velikého. Vzhledem k tomu, že se tento pomník (resp. později jen jeho podstavec) nacházel do roku 1928 jen pár metrů od místa, kde nyní stojí Pomník svobody, jeho obnova by automaticky znamenala nutnost Pomník svobody zničit. Není známo, co debatu o tomto plánu ukončilo, existuje však názor, že pomník zachránila bývalá žačka Kārlise Zāleho, významná sovětská sochařka Věra Muchinová (rodačka z Rigy) – její syn tvrdí, že se zúčastnila schůze, na níž se o osudu pomníku rozhodovalo, a když byla požádána, aby vyjádřila svoje stanovisko, údajně prohlásila, že má pomník výjimečnou uměleckou hodnotu a jeho zničení by se dotklo národního cítění lotyšského lidu. Nenašly se nicméně žádné dokumenty, které by toto tvrzení podpořily. V létě roku 1963 Komisariát státní bezpečnosti Lotyšské SSR a Ústřední výbor Komunistické strany Lotyšska uvažovaly o vyhození pomníku do povětří, nakonec však došly k závěru, že by jeho zničení jen vyvolalo nevoli a napětí ve společnosti; nicméně ani u této události se nezachovalo jediné písemné svědectví, že se tak skutečně stalo. V době sovětské okupace byl význam Pomníku svobody interpretován v souladu se sovětskou propagandou – tvrdilo se například, že tři hvězdy symbolizují tři pobaltské sovětské republiky – Lotyšskou SSR, Estonskou SSR a Litevskou SSR – které drží Matka Rus, a že byl vztyčen po druhé světové válce jako projev díků národa vůdci SSSR Josifu Stalinovi za osvobození. Později došlo ke zmírnění tohoto výkladu; například v encyklopedii vydané roku 1988 stojí, že byl pomník vybudován, aby připomínal osvobození pracujícího lidu od jha samovlády německých baronů a ruského cara.
Navzdory propagandě byl pomník během okupace vnímán jako silný protisovětský symbol a koncem 80. let se stal jednou z nejvýznamnějších figur lotyšské obrody. Hnutí za nezávislost dalo o sobě poprvé vědět 14. června 1987, kdy sdružení Helsinki-86 iniciovalo položení květin k pomníku na památku obětí masových deportací vedených sovětským režimem; tehdy nelegální akce se zúčastnilo cca 5 000 lidí.

## Popis
Skulptury a basreliéfy na pomníku jsou uspořádány do 13 skupin znázorňujících lotyšskou historii a kulturu. Podstavec pomníku je tvořen čtyřhrannými monolitickými bloky umístěnými nad sebou, směrem k vrcholu se zužujícími a přecházejícími v obelisk. Zadní část pomníku lemují kolem dokola 1,8 m vysoké desetistupňové schody, zhotovené z červené žuly. Schodiště jsou oddělena 3 m silnými zídkami, na nichž se nachází dva travertinové basreliéfy o výšce 1,7 m a šířce 4,5 m – Lotyšští střelci (č. 13) a Lotyšský národ – pěvkyně (č. 14). Další dva schůdky zcela vespodu tvoří plošinu o průměru 28 m, na níž se nachází pomník nachází. Tato plošina vybíhá v přední části v malý obdélník, na nějž se kladou květiny a kde hlídkují čestné stráže.
Podstavec pomníku je tvořen dvěma bloky z červené žuly: zatímco spodní je 3,5 m vysokým, 8,5 m širokým a 10 m dlouhým monolitem, vrchní blok (s rozměry: 3,5 m výška, 8,5 m šířka, 10 m délka) je v rohových výklencích ozdoben čtveřicemi sousoší, z nichž každé obsahuje tři postavy; vlastní jádro tohoto žulového bloku však zakrývají travertinové panely. Na čelním panelu, mezi sousošími Strážcové vlasti (č. 9) a Práce (č. 10), je vytesána dedikace Kārlise Zāleho Tēvzemei un brīvībai („Vlasti a svobodě“). Na bočních panelech se nachází dva basreliéfy: Rok 1905 (č. 7, znázorňuje události revoluce v roce 1905) a Boj proti bermontovcům na Železném mostě (č. 8, zobrazuje bitvu na jednom z rižských mostů). V zadní části pomníku se nachází další dvě sousoší – Učenci (č. 11) a Rodina (č. 12, zobrazuje matku se dvěma dětmi). V dalším patře je umístěn ještě jeden 6 m široký a dlouhý a 7,5 m vysoký blok z šedé žuly, obklopený dalšími čtyřmi sousošími o výšce 5,5–6 m: Lotyšsko (č. 2), Lāčplēsis (č. 3), Lamači řetězů (č. 4, zobrazuje tři muže snažící se přetrhat řetězy, v nichž jsou spoutáni) a Vaidelotis (č. 5).
Nad těmito sochami se tyčí 19metrový travertinový obelisk, jehož základnu tvoří 2,5 m široký a 3 m dlouhý obdélník. Střední linii přední a zadní stěny obelisku zvýrazňuje skleněný pás. Na jeho vrcholu stojí devítimetrová měděná socha Svobody (č. 1) ztvárněná mladou ženou, která v rukou drží tři pozlacené hvězdy symbolizující svobodu a lotyšské historické země; pozlacený je i pás sochy. Celý pomník je vybudován kolem železobetonového rámu, který byl původně zpevněn vápennou maltou a olověnými a bronzovými kabely. Během rekonstrukce byla část z těchto materiálů nahrazena polyuretanovou výplní. Uvnitř pomníku se nachází malý technický prostor přístupný dveřmi, které se nachází v zadní části pomníku. V něm je umístěna elektroinstalace, napojení na kanalizaci a schodiště vedoucí do vyšších částí pomníku. Prostor se využívá jako úložiště a není přístupný veřejnosti, přestože se počátkem roku 2008 objevil návrh uspořádat v tomto místě malou výstavu pro vysoké představitele cizích států, kteří během návštěvy v Lotyšsku položí na pomník květiny.

## Umístění
Pomník svobody harmonicky zapadá do okolního prostředí, s nímž tvoří jednotný architektonický, krajinný i umělecký celek. Nachází se v centru Rigy na začátku ulice Brīvības bulvāris, nedaleko od Staré Rigy. V roce 1990 byl zhruba 200 metrů dlouhý úsek bulváru mezi ulicemi Aspazijas bulvāris a Raiņa Bulvāris uzavřen pro dopravu, čímž vzniklo dnešní náměstí Brīvības pieminekļa laukums. Část tohoto náměstí tvoří most přes 3,2 km dlouhý městský kanál, vinoucí se napříč parky a zelení tzv. oblouku bulvárů. V parku severně od pomníku leží návrší Bastejkalns, vytvořené v 19. století vykopáním městských hradeb, směrem na jih se pak nachází budova Lotyšské opery. Na západním konci náměstí stojí Hodiny Laima (lotyšsky Laimas pulkstenis), nejproslulejší místo pro setkávání ve městě. Pomník směřuje čelem ke Staré Rize a za ní tekoucí Daugavě. Původně bylo zamýšleno vybudovat kolem pomníku prostranství ve tvaru oválu, ohraničené ~1,6 m vysokou zídkou na vnitřní straně s lavičkami, na vnější osázenou tújemi. V 80. letech 20. století se o možném uskutečnění tohoto plánu diskutovalo, stavební práce však nebyly zahájeny.

## Čestná stráž

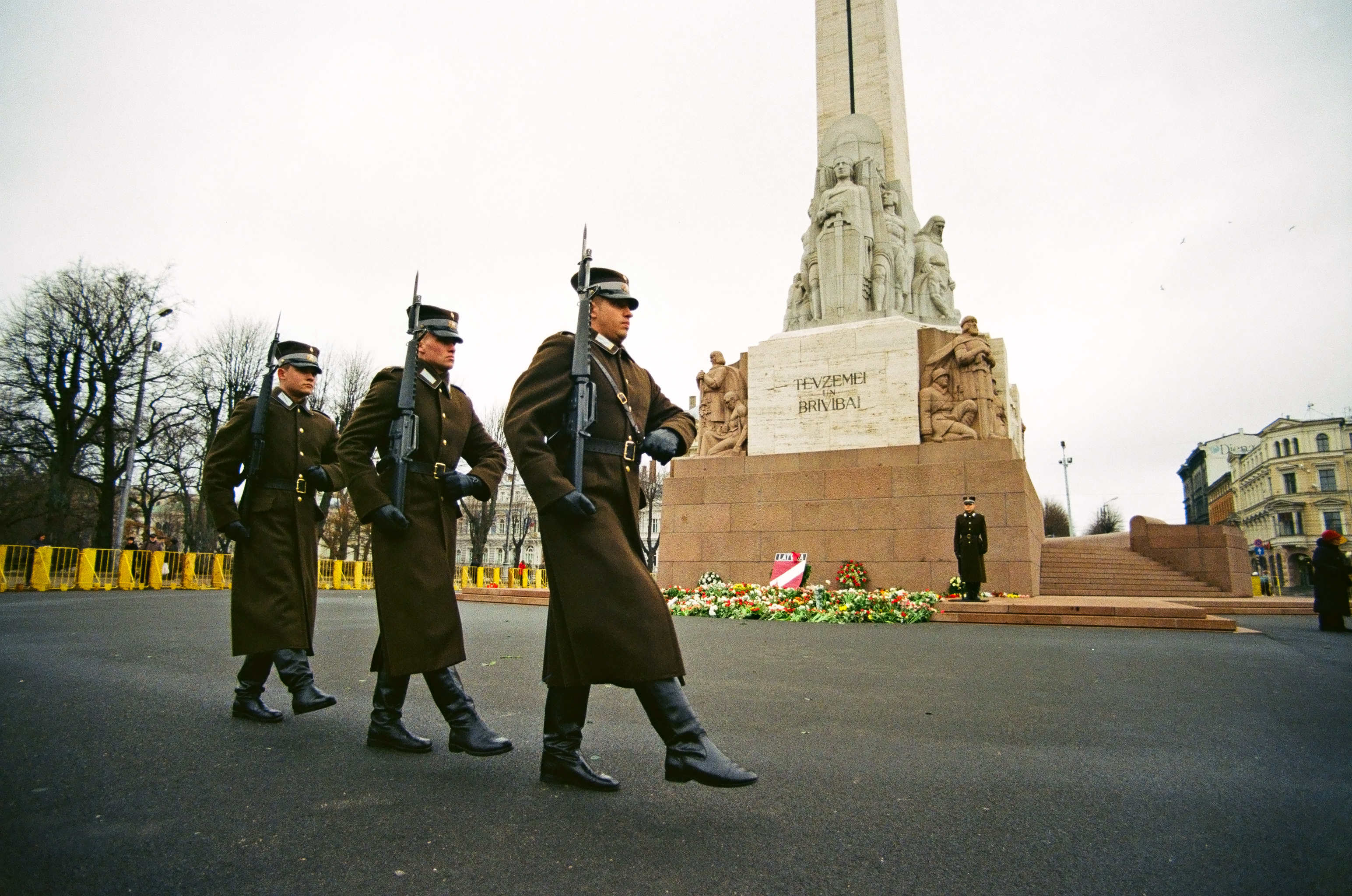
Čestná stráž pochoduje kolem pomníku každou půlhodinu

Čestná stráž se u pomníku nacházela od jeho odhalení až do doby krátce po začátku sovětské okupace, kdy byla zrušena (1940); 11. listopadu 1992 došlo k jejímu obnovení. V současnosti ji vykonává rota čestné stráže praporu hlavního štábu NBS (lotyšské armády). Vojáci čestné stráže musí dosahovat výšky aspoň 1,82 m a být ve výborném zdravotním stavu, neboť plní náročný úkol. Čestná stráž u pomníku hlídá každý den od 9 do 18 hodin s výjimkou nepříznivého počasí, teplot pod −10 °C nebo naopak přes 25 °C. Čestná stráž pracuje ve dvou směnách, které se střídají jednou týdně. Každé výměny se účastní tři nebo čtyři páry čestných strážců, velitel a dva další dohlížející strážci. Po mnohahodinovém stání na stráži vojáci dvě hodiny odpočívají v pro ně určených místnostech na Ministerstvu obrany. Od září 2004 čestná stráž každou půlhodinu patroluje podél pomníku – vojáci z podstavce pomníku pochodují dvakrát kolem každé strany, načež se vrací zpět na podstavec.